# UFC 218
UFC 218: Holloway vs. Aldo II  foi um evento de artes marciais mistas (MMA) produzido pelo Ultimate Fighting Championship, ocorrido no dia 2 de Dezembro de 2017, na Little Caesars Arena, em Detroit, Michigan.

## Background
Inicialmente escalada uma luta entre o atual Campeão Peso Pena do UFC Max Holloway e o ex-Campeão Peso Leve do UFC Frankie Edgar pelo cinturão para servir de Evento Principal. No entanto, no dia 11 de Novembro, Edgar anunciou a sua retirada da luta devido a uma lesão. Ele foi assim substituído pelo Ex e 2 vezes Campeão Peso Pena do UFC José Aldo, que estava escalado para defrontar Ricardo Lamas numa revanche. Esta luta será então uma revanche do UFC 212 onde Max derrotou Aldo para ganhar o cinturão. 

## Card Oficial
Nota 1 Pelo Cinturão Peso Pena do UFC.

## Bônus da Noite
Os lutadores receberam $50.000 de bônus
- Luta da Noite:  Eddie Alvarez vs.  Justin Gaethje e  Alex Oliveira vs.  Yancy Medeiros
- Performance da Noite: Não houve lutas premiadas.